# Herpestomus albomaculatus
Herpestomus albomaculatus är en stekelart som beskrevs av Gabriel Strobl 1901. Herpestomus albomaculatus ingår i släktet Herpestomus och familjen brokparasitsteklar. Inga underarter finns listade i Catalogue of Life.